# 東林山
東林山又名「錦峰山」、「錦屏山」、「貝錦峰」，是位於浙江省湖州市吳興區東林鎮東明村域內的一座丘陵，為天目山的分脈。海拔主峰爲75.31米，西峰爲71.21米。
山巔有「錦峰塔」，峰間有「夕照嶺」、「煉丹井」等景觀。原有「瞰碧亭」、「玩芳亭」、「眺遠亭」，今已無存。